# 전동역
전동역(Jeondong station, 全東驛)은 세종특별자치시 전동면 노장리에 있는 경부선의 신호장이다.

## 역사
- 1925년 11월 1일:간이정차장으로 영업 개시[1]
- 1939년 2월 16일 : 소화물 및 화물취급 개시[2]
- 1957년 11월 11일 : 보통역으로 승격[3]
- 1983년 8월 1일 : 무배치간이역으로 격하 및 화물취급 중지[4]
- 1997년 2월 20일 : 신호장으로 변경[5]
- 2005년 8월 1일 : 여객열차 통과
- 2008년 3월 10일 : 여객취급 중지[6]

## 역 구조
2면 2선의 상대식 승강장이 있는 지상역으로, 중간에 2선의 통과 선로가 있다. 승강장의 폭은 매우 좁으며, 여객 열차가 정차하지 않으면서 승강장의 관리가 이루어지지 않고 있다.

## 역 주변
- 전동면행정복지센터
- 전동초등학교
- 전동면우체국
- 조천
- 철도종합시험선로